# Franciszek de Montpensier

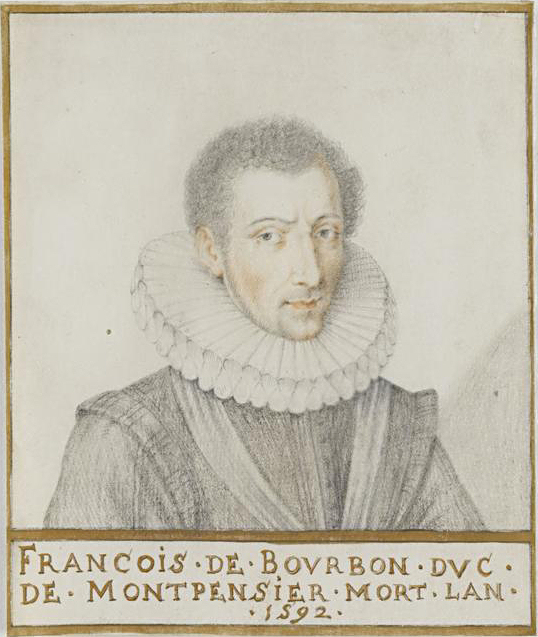
Franciszek, książę de Montpensier

Franciszek de Bourbon-Montpensier (ur. 1542, zm. 4 czerwca 1592 w Lisieux), książę Montpensier, de La Roche-sur-Yon i de Dombes, delfin Owernii, hrabia Mortain, margrabia de Méziéres, pan de Chatellerault i Saint Fargeau. Jedyny syn Ludwika III, księcia Montpensier i Jakobiny de Longwy, córki Jana IV de Longwy, barona de Pagny.
Za życia ojca (do 1582 r.) nosił tytuł delfina Owernii. Pozostałe tytuły odziedziczył po śmierci Ludwika III. Brał udział w wojnach religijnych po stronie katolików. Brał udział walkach pod Saint-Jean-d’Angély i Saintonge w 1569 r. W 1574 r. został mianowany gubernatorem Langwedocji i Delfinatu. W 1579 r. został kawalerem Orderu Świętego Ducha. Mimo iż był gorliwym katolikiem nie poparł Ligi Katolickiej. Pozostał wierny królowi Henrykowi III, a po jego śmierci w 1589 r. uznał królem Henryka IV. W szeregach jego armii brał udział w bitwach pod Arques i Ivry. W 1590 r. został gubernatorem Normandii. W 1591 r. bezskutecznie oblegał Rouen. Zmarł niedługo później.
W 1566 r. poślubił Renatę Andegaweńską (1550 – 1597), markizę de Méziéres, córkę markiza Mikołaja d’Anjou-Méziéres (nieślubnego potomka Karola, hrabiego Maine) i Gabrieli de Mareuil, baronowej de Villebois. Franciszek i Renata mieli jednego syna:
- Henryk (19 maja 1573 – 27 lutego 1608), książę de Montpensier